# 11
Aquesta pàgina és per a l'any. Per al nombre, vegeu onze.
L'11 (XI) fou un any comú començat en dijous del calendari julià. L'ús del nom «11» per referir-se a aquest any es remunta a l'alta edat mitjana, quan el sistema Anno Domini esdevingué el mètode de numeració dels anys més comú a Europa.

## Esdeveniments
- Ocupació romana de la Germania de Tiberi i Germànic a Alemanya. Van reforçar les fronteres a la Germània Inferior i a la vora del Rin. August abandona el projecte fronterer a l'Elba per recuperar la defensa romana al Rin i al Danubi.[1]
- S'emet un edicte que prohibeix a tot l'imperi les pràctiques endevinatòries, especialment l'astrologia. L'edicte requereix que qualsevol consulta entre un client i un professional es faci amb almenys un testimoni de tercers presents i prohibeix la investigació sobre la mort de qualsevol persona.[2]
- El riu Groc pateix una gran riuada. Aquesta inundació és acreditada per la caiguda de l'efímera dinastia Xin.[3]

## Necrològiques
- Marc Antisti Labeó, destacat jurista romà.